# Nguyễn Đức Hoan
Nguyễn Đức Hoan (sinh 1938) là đại biểu Quốc hội Việt Nam khóa X. Ông thuộc đoàn đại biểu Quảng Trị.
Tên thường gọi: Nguyễn Đức Hoan
Ngày sinh: 1/1/1938, từ trần vào hồi 04h8 phút, ngày 9/10/2018 (nhằm ngày 1/9 năm Mậu Tuất), tại nhà riêng ở Phường 3, thành phố Đông Hà, tỉnh Quảng Trị, hưởng thọ 81 tuổi. Lễ tang ông được tổ chức theo nghi thức lễ tang cấp cao.
Dân tộc: Kinh
Tôn giáo: Không
Quê quán: Phường 3, thị xã Đông Hà (nay là thành phố Đông Hà), Quảng Trị
Trình độ chuyên môn: Kỹ sư Thủy lợi
Nghề nghiệp, chức vụ: Ủy viên Ban chấp hành TW Đảng; Bí thư tỉnh uỷ, Chủ tịch HĐND tỉnh Quảng Trị, Phó Ban bảo vệ chính trị nội bộ, Uỷ viên Uỷ ban Kinh tế và Ngân sách của Quốc hội
Nơi làm việc: Hội đồng nhân dân tỉnh Quảng Trị
Nơi ứng cử: Quảng Trị
Đại biểu Quốc hội khoá: X
Đại biểu chuyên trách: Không
Đại biểu Hội đồng nhân dân: Không